# Ján Petrík
Ján Petrík (* 28. února 1944 Zvolen) je bývalý slovenský politik za KDH, po sametové revoluci československý poslanec Sněmovny národů Federálního shromáždění, v 90. letech slovenský velvyslanec v Chorvatsku a Bosně a Hercegovině.

## Biografie
Jeho rodina se musela z politických důvodů přestěhovat do Šah. Později vystudoval v Brně strojírenskou vysokou školu a získal titul inženýra. Zde si našel i manželku. Usídlili se v Bratislavě a měli tři děti. Pracoval jako vývojář zemědělských strojů. Pracoval také v BAZ Bratislava na vývoji výfukových systémů. Angažoval se v katolickém disentu a distribuoval samizdatovou literaturu.
Po sametové revoluci se zapojil do zakládání Křesťanskodemokratického hnutí (KDH). Spolu s Jánem Čarnogurským byli statutárními zakladateli této nové politické formace. V roce 1990 byl zvolen výkonným tajemníkem KDH. Na sjezdu KDH roku 1991 se stal místopředsedou. Ve volbách roku 1992 byl za KDH zvolen do slovenské části Sněmovny národů. Ve Federálním shromáždění setrval do zániku Československa v prosinci 1992.
Poté, co se slovenským prezidentem stal Michal Kováč, nastoupil jako šéf protokolu prezidentské kanceláře. V roce 1999 se stal velvyslancem Slovenska v Chorvatsku a Bosně a Hercegovině. Po návratu z diplomatických služeb pracoval jako expert na Balkán na slovenském ministerstvu zahraničních věcí.